# Abacetus mameti
Abacetus mameti là một loài bọ chân chạy thuộc phân họ Pterostichinae. Loài này được Alluaud mô tả lần đầu năm 1933.